# مواد مدورة قبل الاستهلاك
المواد المدورة قبل الاستهلاك (بالإنجليزية: Pre-Consumer Materials) مواد تم تحويلها من مجرى مخلفات عملية التصنيع ليتم استصلاحها بنفس العمليات التي وّلدتها لكي يتمكن من الانتفاع منها مجددًا.